# Velká Lečice
Velká Lečice (německy Groß Letschitz) je obec v okrese Příbram ve Středočeském kraji, asi 12 km východně od Dobříše. Žije zde 197 obyvatel.

## Historie
První písemná zmínka o obci pochází z roku 1412.

## Obecní správa

### Části obce
- Velká Lečice (k. ú. Velká Lečice)

K obci patří také Spálený Mlýn a Za Kocábou.
Sousedními obcemi sídla jsou Bojanovice, Nová Ves pod Pleší, Malá Hraštice, Nový Knín a Nové Dvory.

### Územněsprávní začlenění
Dějiny územněsprávního začleňování zahrnují období od roku 1850 do současnosti. V chronologickém přehledu je uvedena územně administrativní příslušnost obce v roce, kdy ke změně došlo:
- 1850 země česká, kraj Praha, politický okres Příbram, soudní okres Dobříš[4]
- 1855 země česká, kraj Praha, soudní okres Dobříš
- 1868 země česká, politický okres Příbram, soudní okres Dobříš
- 1939 země česká, Oberlandrat Tábor, politický okres Příbram, soudní okres Dobříš[5]
- 1942 země česká, Oberlandrat Praha, politický okres Příbram, soudní okres Dobříš[6]
- 1945 země česká, správní okres Příbram, soudní okres Dobříš[7]
- 1949 Pražský kraj, okres Dobříš[8]
- 1960 Středočeský kraj, okres Příbram
- 2003 Středočeský kraj, okres Příbram, obec s rozšířenou působností Dobříš

## Společnost

### Rok 1932
V obci Velká Lečice (300 obyvatel) byly v roce 1932 evidovány tyto živnosti a obchody: 3 hostince, kovář, 3 mlýny, 2 rolníci, 2 obchody se smíšeným zbožím, trafika.

## Doprava

### Dopravní síť
Do obce vedou silnice III. třídy. Železniční trať ani stanice či zastávka na území obce nejsou.

### Autobusová doprava 2024
Autobusovou dopravu v obci Velká Lečice zajišťuje společnost ČSAD Benešov. Obec je součástí Pražské integrované dopravy (PID). V obci se nachází zastávka Velká Lečice. Autobusová linka 314 začíná v Praze na Smíchovském nádraží a pokračuje ve směru Měchenice, Davle, Hvozdnice, Bojanovice, Bratřínov, Malá Lečice, Velká Lečice, Senešnice a Nová Ves pod Pleší.

## Turistika
- Pěší turistika – Obcí vedou turistické trasy  Štěchovice - Nový Knín a  Velká Lečice - Senešnice - Mníšek pod Brdy.
- Naučné stezky – Na území obce zasahuje naučná stezka  Okolím Nového Knína.